# Procris visciformis
Procris visciformis är en nässelväxtart som först beskrevs av Hallier f., och fick sitt nu gällande namn av H. Schröter. Procris visciformis ingår i släktet Procris och familjen nässelväxter. Inga underarter finns listade i Catalogue of Life.